# Southpaw Grammar
Southpaw Grammar è il quinto album in studio del cantante inglese Morrissey.
Pubblicato il 28 agosto 1995 dalla RCA, il disco raggiunse la posizione numero quattro nella classifica del Regno Unito e la numero 66 in quella degli Stati Uniti.

## Realizzazione
Dopo il successo del precedente Vauxhall and I, considerato come uno dei migliori lavori del Morrissey solista, Southpaw Grammar segnò un cambiamento di direzione rispetto al passato che al tempo persuase critici e fan a pensare a un avvicinamento verso territori progressive rock, che però fu limitato a questo solo album.
Mentre il precedente album rappresentava un Morrissey maturo, Southpaw Grammar fornisce un'immagine molto più aspra e dura del cantante ispirata al fascino oscuro della boxe e della violenza, concetti espressi già nella copertina che ritrae il boxeur sinistrorso Kenny Lane, nel titolo ("southpaw" è il colpo mancino nel gergo della boxe), e negli arrangiamenti che fanno largo uso di chitarre distorte, percussioni e incessanti ritmi marziali.
L'inizio dell'album presenta subito questo nuovo stile con il brano di oltre undici minuti The Teachers Are Afraid of the Pupils: la musica è caratterizzata da ritmi cupi e ossessivi e interamente costruita su un campionamento tratto dall'incipit del primo movimento della quinta sinfonia di Dmitrij Šostakovič, mentre il testo riflette sul tema della violenza nelle scuole britanniche utilizzando un linguaggio poetico che si presta a riflessioni critiche e complesse metafore. Ironizzando sulla lunghezza di questa e altre tracce e sul fatto che certi critici avessero enfatizzato questo aspetto più progressive dell'album, intervistato da Q-Magazine nel settembre 1995, Morrissey rispose «Beh, in effetti sì. Mi piacerebbe continuare da dove i Van Der Graaf Generator hanno lasciato. No, in realtà semplicemente non sapevamo come fermare il nastro. Ma non è che ci sia granché da dire. Voglio dire, sono ancora canzoni pop, o no? Come musicisti siamo migliorati enormemente da quando abbiamo iniziato e siamo diventati un gran gruppo, e si vede. Perché io non sono il tipo che dice "Ok, voi andate avanti con le prove, mentre io vado a sciare da qualche parte"».
Pur essendo privo delle consuete ballate, Southpaw Grammar non manca di offrire momenti del più tipico stile di Morrissey, come dimostrano brani più spiccatamente pop come Dagenham Dave e The Boy Racer, che infatti furono scelti come singoli promozionali dell'album, anche se con scarsi risultati commerciali e piazzandosi, rispettivamente, al numero 26 (nel mese di agosto del 1995) e al numero 36 (nel mese di ottobre dello stesso anno) della Official Singles Chart.

## Ristampa 2009
Nel 2009, la Sony-BMG ha pubblicato una versione rimasterizzata dell'album con l'aggiunta della b-side Nobody Loves Us e dei tre brani inediti Honey, You Know Where to Find Me, You Should Have Been Nice to Me e Fantastic Bird, l'ultimo dei quali risalente al session di Your Arsenal. L'uscita del disco, originariamente prevista per luglio 2008, venne rinviata a causa del ritardo del nuovo album Years of Refusal e, dopo vari annunci, venne pubblicato il 27 aprile del 2009. La nuova foto di copertina venne realizzata da Linder Sterling, artista e musicista con la band post-punk Ludus e amica personale di Morrissey. Lo scatto ritrae il cantante a El Paso, Texas, nel novembre 1992; altre foto di quella stessa sessione fotografica si trovano all'interno dell'album.

## Copertina e titolo
Per la prima volta nella sua carriera da solista, Morrissey non compare nella foto di copertina nella versione originale dell'album, che invece ritrae il pugile Kenny Lane mentre si allena saltando con la corda; l'immagine è però tagliata dal petto in su, in maniera tale che sembri una foto segnaletica. Lo scatto è preso dal numero di aprile del 1963 della rivista The Ring Boxe ed è stata successivamente utilizzata di nuovo da Morrissey da per promuovere il suo tour del 1999 Oye Esteban Tour.
Il titolo è un altro riferimento alla boxe: il "mancino" (southpaw) in gergo pugilistico identifica infatti uno stile di combattimento. In un'intervista pubblicata da Q-Magazine, nel settembre 1995, Morrissey ha poi dichiarato che «Southpaw Grammar è la scuola dei duri ("the school of hard-knocks"). Arriva nel modo più duro e per prendere cazzotti assieme a voi».

## Tracce
1. The Teachers Are Afraid of the Pupils - 11:15
2. Reader Meet Author - 3:39
3. The Boy Racer - 4:55
4. The Operation - 6:52
5. Dagenham Dave - 3:13
6. Do Your Best and Don't Worry - 4:05
7. Best Friend on the Payroll - 3:48
8. Southpaw - 10:03

### Expanded Edition
1. The Boy Racer - 4:55
2. Do Your Best and Don't Worry - 4:05
3. Reader Meet Author - 3:39
4. Honey, You Know Where to Find Me - 2:55
5. Dagenham Dave - 3:13
6. Southpaw - 10:03
7. Best Friend on the Payroll - 3:48
8. Fantastic Bird - 2:53
9. The Operation - 6:52
10. The Teachers Are Afraid of the Pupils - 11:15
11. You Should Have Been Nice to Me - 3:35
12. Nobody Loves Us - 4:50

## Formazione
- Morrissey – voce
- Alain Whyte – chitarra, voce
- Boz Boorer – clarinetto, chitarra
- Jonny Bridgewood – basso
- Spencer Cobrin– batteria